# Hemipodus borealis
Hemipodus borealis är en ringmaskart som beskrevs av Herbert Parlin Johnson 1901. Hemipodus borealis ingår i släktet Hemipodus och familjen Glyceridae. Inga underarter finns listade i Catalogue of Life.